# Elaphoglossum setosum
Elaphoglossum setosum är en träjonväxtart som först beskrevs av Frederik Michael Liebmann, och fick sitt nu gällande namn av Thomas Moore. Elaphoglossum setosum ingår i släktet Elaphoglossum och familjen Dryopteridaceae. Inga underarter finns listade.